# Ам ле Моан
Ам ле Моан (фр. Ham-les-Moines) насеље је и општина у североисточној Француској у региону Шампањ-Арден, у департману Ардени која припада префектури Шарлвил Мезјер.
По подацима из 2011. године у општини је живело 386 становника, а густина насељености је износила 123,72 становника/km². Општина се простире на површини од 3,12 km². Налази се на средњој надморској висини од 160 метара.

## Демографија
| 1962. | 1968. | 1975. | 1982. | 1990. | 1999. | 2011. |
| ----- | ----- | ----- | ----- | ----- | ----- | ----- |
| 226   | 237   | 264   | 300   | 365   | 358   | 386   |

График промене броја становника у току последњих година